# William Louis Abbott
William Louis Abbott (Philadelphia, 23 februari 1860 – Maryland, 2 april 1936) was een Amerikaanse arts, ontdekkingsreiziger en natuuronderzoeker, met een specialisatie in de ornithologie. Hij verzamelde een grote hoeveelheid natuurhistorische specimens en etnologische artefacten in Europa, Azië, Afrika en Amerika.

## Biografie
Abbott interesseerde zich al op jeugdige leeftijd voor ornithologie en begon in 1880 aan zijn verzameling van vogels. In 1881 behaalde hij aan de Universiteit van Pennsylvania een Bachelor of Arts. Hierna studeerde hij op deze universiteit geneeskunde en studeerde af in 1884. Hij vervolgde zijn studieperiode in Engeland en verkreeg zowel een licentiaat aan de Royal College of Physicians als aan de Royal College of Surgeons. Toen hij in 1886 een erfenis toebedeeld kreeg gaf hij zijn betrekking als arts op en wijdde zich voortaan aan ontdekkingsreizen en het verzamelen van specimens.

### Beknopt reisoverzicht
Abbott maakte onder andere de volgende reizen:
- 1880 – Verzamelen van vogels in Iowa en North Dakota, Verenigde Staten
- 1883 – Verzamelen van vogels in Cuba en Santo Domingo
- 1887–1889 – Oost-Afrika: onder andere Taita Taveta en de Kilimanjaro
- 1890 – Zanzibar, Seychellen en Madagaskar
- 1891 – India: Baltistan, Karachi, Kasjmir en Srinagar
- 1892 – Kasjmir, Baltistan, Aden, Seychellen en Aldabra
- 1893 – Seychellen, Kasjmir, Srinagar, Ladakh, Sinkiang en Oost-Turkestan
- 1894 – Oost-Turkestan, India, Ceylon en Madagaskar, waar hij zich wilde inlijven bij het leger om hier tegen de Fransen te vechten. Zijn aanmelding werd echter niet door de Malagassische regering geaccepteerd.
- 1895 – Madagaskar en Kasjmir
- 1896 – Malakka: onder andere Perak, Penang en Trang
- 1897 – Trang, Penang en India
- 1898 – Cuba, waar hij gewond raakte toen hij als vrijwilliger meevocht in de Spaans-Amerikaanse Oorlog. Hierna bezocht hij Singapore, China en Tibet.
- 1899–1908 – Vanuit Singapore reisde Abbott met zijn zelfgemaakte schoener de Terrapin naar een groot aantal eilanden in Zuidoost-Azië, waaronder de Natuna-eilanden, de Andamanen, de Nicobaren, Burma (Myanmar), Malaya, Sumatra, Borneo, Nias en de Mentawai-eilanden.[1]
- 1909–1915 – Door spirochetose raakte Abbott gedeeltelijk blind en moest hij de Terrapin verkopen. Hij werd in Duitsland behandeld in de periode tussen 1910 en 1915. In deze periode reisde hij in 1914 naar de Molukken en Sulawesi waar hij specimens verzamelde. In 1915 reisde hij naar Kasjmir.[1]
- 1916 – Dominicaanse Republiek
- 1917–1918 – Haïti, waar hij bijna stierf aan de gevolgen van dysenterie
- 1919–1923 – Hispaniola

### Latere jaren
In 1923 gaf Abbott zijn reizen op, maar sponsorde een groot aantal verzamelingen voor de Smithsonian Institution. Na een lang ziekbed stierf Abbott in april 1936 op 76-jarige leeftijd in zijn boerderij aan de rivier de Elk in Maryland. Hij liet zijn boeken, publicaties en twintig procent van zijn landgoed na aan de Smithsonian Institution.

## Naamsvermelding in taxa
De naam van Abbott werd als eerbetoon aan hem verwerkt in de wetenschappelijke namen van diverse diersoorten, zoals Gonocephalus abbotti, de Seychellendaggekko (Phelsuma abbotti), Abbotts gent (Papasula abbotti), Abbotts spreeuw (Arizelopsar femoralis), Abbotts rupsvogel (Celebesica abbotti) en de Souimangahoningzuiger (Cinnyris sovimanga abbotti). Ook Abbotts duiker (Cephalophus spadix, Bovidae) is naar Abbott vernoemd. Cyathea abbottii is een boomvaren die endemisch is in Hispaniola.
- Bibsys: 6020219
- Gemeinsame Normdatei: 1110972202
- International Standard Name Identifier: 0000 0000 3712 5377
- Library of Congress Control Number: n87937441
- Nationale Bibliotheek van Tsjechië: uk2011654844
- Nationale Bibliotheek van Israël: 987007372118305171
- Nederlandse Thesaurus van Auteursnamen: 236164090
- Réseau des bibliothèques de Suisse occidentale: 02-A020270864
- SNAC: w69k4f3q
- Système universitaire de documentation: 085904872
- Virtual International Authority File: 1545420
- WorldCat: E39PBJjdj8Dpxf49cvTpGMdvpP